# Kraje v Litvě
Litevské kraje (litevsky Lietuvos apskritys). Kraj (NUTS 3) (litevsky apskritis, anglicky County) jsou od roku 1994 nejvyšší územně administrativní jednotky v Litvě (vyjma NUTS 1 a také NUTS 2, protože se území Litvy na úrovni této kategorie dále nedělí). Teritorium Litvy je rozděleno na 10 krajů. Kraje jsou dále rozčleněny na nižší územně administrativní jednotky na úrovni okresů (NUTS 4), které se v litevštině nazývají savivaldybė nebo rajono savivaldybė (doslovně „samospráva“). Jich je od roku 1999 (viz Reforma litevských okresů 1994–1999) v Litvě celkem 60.

## Tabulka litevských krajů a okresů
| Název kraje (litevsky) (NUTS 3)             | Území (km²) | Počet obyvatel (tis., 2021) | Okresy (Savivaldybė) (NUTS 4) | Počet samospráv. obcí (Seniūnija) (NUTS 5) |
| Alytuský kraj (Alytaus apskritis)           | 5425        | 137,7                       | Městský okres Alytus Okres Alytus Okres Druskininkai Okres Lazdijai Okres Varėna                                                   | 0 11 2 14 8                                |
| Kaunaský kraj (Kauno apskritis)             | 8089        | 569,6                       | Městský okres Kaunas Okres Birštonas Okres Jonava Okres Kaišiadorys Okres Kaunas Okres Kėdainiai Okres Prienai Okres Raseiniai     | 11 1 8 11 23 11 10 12                      |
| Klaipėdský kraj (Klaipėdos apskritis)       | 5209        | 322,3                       | Městský okres Klaipėda Okres Klaipėda Okres Kretinga Městský okres Neringa Městský okres Palanga Okres Skuodas Okres Šilutė        | 1 11 8 2 1 9 11                            |
| Marijampolský kraj (Marijampolės apskritis) | 4463        | 138,3                       | Okres Marijampolė Okres Kalvarija Okres Kazlų Rūda Okres Šakiai Okres Vilkaviškis                                                  | 9 4 14 12                                  |
| Panevėžyský kraj (Panevėžio apskritis)      | 7881        | 216,2                       | Městský okres Panevėžys Okres Biržai Okres Kupiškis Okres Panevėžys Okres Pasvalys Okres Rokiškis                                  | 0 8 6 11 10                                |
| Šiauliaiský kraj (Šiaulių apskritis)        | 8540        | 262,2                       | Městský okres Šiauliai Okres Akmenė Okres Joniškis Okres Kelmė Okres Pakruojis Okres Radviliškis Okres Šiauliai                    | 2 6 10 11 8 13 10                          |
| Tauragėský kraj (Tauragės apskritis)        | 4411        | 92,7                        | Okres Tauragė Okres Jurbarkas Okres Pagėgiai Okres Šilalė                                                                          | 8 11 5 14                                  |
| Telšiaiský kraj (Telšių apskritis)          | 4350        | 133,4                       | Okres Telšiai Okres Mažeikiai Okres Plungė Okres Rietavas                                                                          | 11 9 11 5                                  |
| Utenský kraj (Utenos apskritis)             | 7201        | 127,6                       | Okres Utena Okres Anykščiai Okres Ignalina‎ Okres Molėtai Městský okres Visaginas Okres Zarasai                                     | 10 12 11 - 10                              |
| Vilniuský kraj (Vilniaus apskritis)         | 9731        | 810,8                       | Městský okres Vilnius Okres Elektrėnai Okres Šalčininkai Okres Širvintos Okres Švenčionys Okres Trakai Okres Ukmergė Okres Vilnius | 21 8 13 8 14 8 12 23                       |